# Vest (kleding)

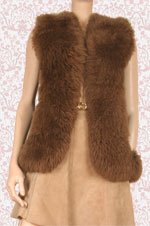
Damesvest

Een vest is in principe een kledingstuk voor het bovenlichaam dat niet over het hoofd hoeft te worden aangetrokken omdat aan de voorzijde de linker- en rechterzijde losse panden zijn. Beide zijden kunnen na aantrekken vaak worden verbonden door dichtknopen of -ritsen. Voor sommige kledingstukken die aan deze definitie voldoen is de term overigens ongebruikelijk, bijvoorbeeld voor een overhemd. Een vest kan mouwen hebben of mouwloos zijn. Een vest met mouwen wordt ook wel aangeduid als een cardigan.
Een vest hing oorspronkelijk tot over de heupen, maar kroop steeds verder omhoog.
Het herenvest is van oorsprong een Perzisch kledingstuk, maar werd in Engeland geperfectioneerd. In de zeventiende eeuw werd in Engeland (onder Karel II) steeds meer de voorkeur gegeven aan meer sobere kleding. Versiersels verdwenen, en de broek werd slanker. Om het ondergoed te verbergen, kwam het vest in het begin tot aan de dijen. 
Een 'modern' vest komt enkele centimeters boven een dichtgeknoopt jasje uit. In de tweede helft van de twintigste eeuw is het vest langzaamaan uit het dagelijkse beeld verdwenen.
Een damesvest wordt meestal van fijne machinaal gebreide soepele stof gemaakt en kan worden gesloten met knoopjes of een (al dan niet twee-zijdig) deelbare rits. Een vest is makkelijk te dragen en praktisch bij snelle temperatuurwisselingen.

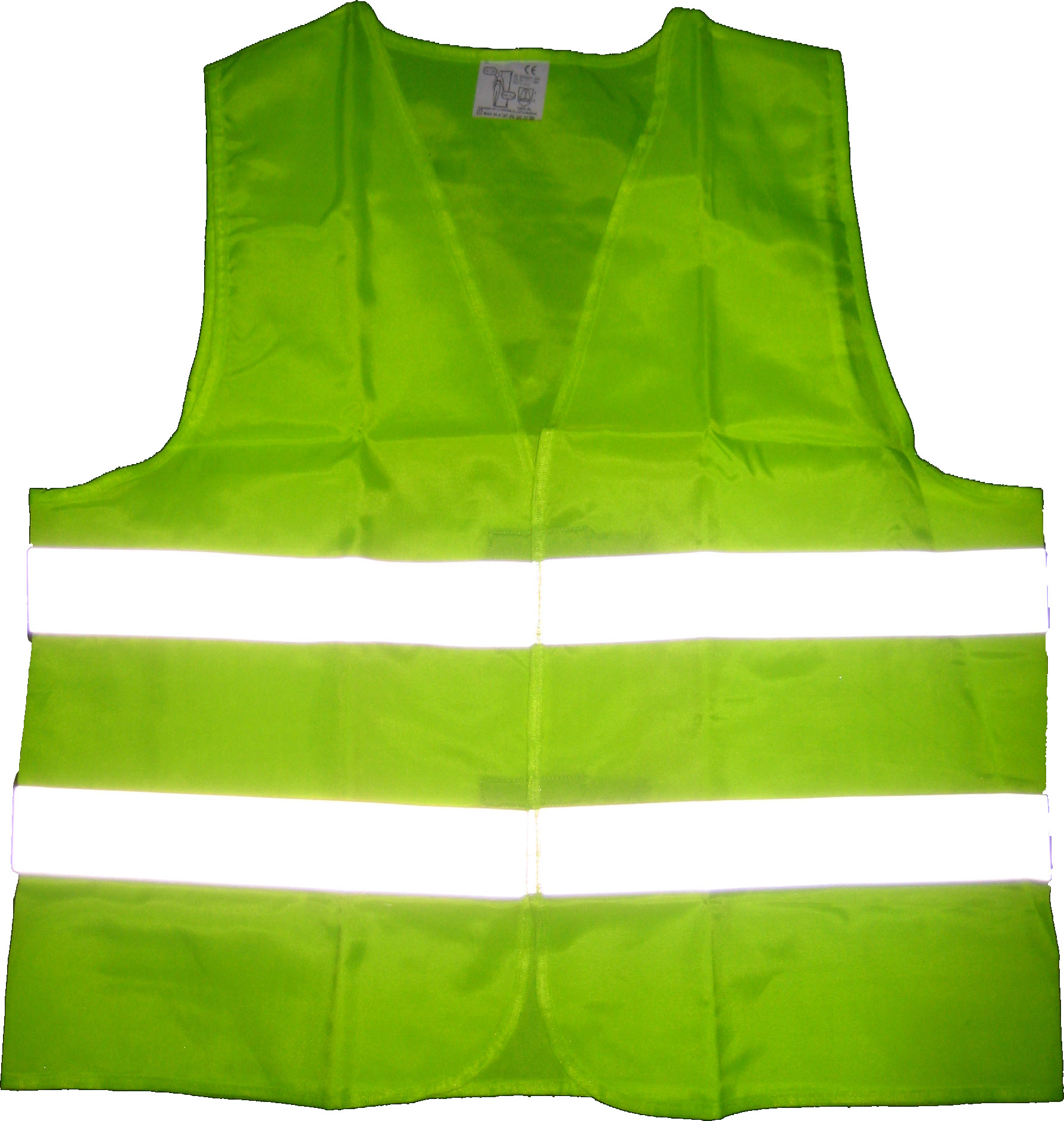
Veiligheidsvest of -hesje

Een veiligheidshesje wordt over de andere kleding aangetrokken. Vaak betreft het veiligheidsaspect de goede zichtbaarheid, bij daglicht door een opvallende kleur en fluorescentie, en in het donker door retroflecterende delen. Het is vaak een vest (veiligheidsvest), maar kan ook een overgooier zijn. Een andere vorm van veiligheid biedt het kogelwerend vest.

## Andere betekenis
Vest is ook een veel voorkomende straatnaam, afgeleid van een (voormalige) vesting in een stad.

## Engels
In het Engels lijken woorden op Nederlandse equivalenten, maar kunnen toch net iets anders betekenen, zo ook voor 'vest' en verwante begrippen:
| Engels                 | Nederlands                                             |
| ---------------------- | ------------------------------------------------------ |
| vest                   | mouwloos vest, gilet of hesje                          |
| gilet, body warmer     | (veiligheids)hesje                                     |
| waistcoat              | gilet                                                  |
| down vest              | bodywarmer                                             |
| sweater vest, slipover | debardeur, slip-over of spencer                        |
| spencer                | kort jasje met lange mouwen, net boven of op de taille |
| cardigan               | vest of cardigan (met mouwen)                          |